# آنتونیو نگرینی
آنتونیو نگرینی (ایتالیایی: Antonio Negrini; ۲۸ ژانویهٔ ۱۹۰۳ – ۲۵ سپتامبر ۱۹۹۴) دوچرخه‌سوار اهل ایتالیا بود.